# Triora
Triora (lígur Triêua) és un municipi italià a la regió del Ligúria. L'any 2007 tenia 420 habitants. Les fraccions de Reaud i Verdeja estan situades a la Val Ròia, dins de les Valls Occitanes. Limita amb els municipis de la Briga Auta (Cuneo), Castelvittorio, la Briga (Alps Marítims), Mendatica, Molini di Triora, Montegrosso Pian Latte, Pigna i Saorge (Alps Marítims).